# Upon the Bridge
Albums de Groundation
Dub Wars
(2006) Here I Am
(2009)
Upon the Bridge, sorti en octobre 2006 sur le label Young Tree Records, est le septième album du groupe de reggae californien Groundation. 
Quelques mois après la sortie de l'album, le site officiel de Groundation met en ligne le premier clip du groupe 
Ils sortiront également leur premier single en 45 tours après la sortie de l'album.

## Liste des chansons
| 1.    | What Could Have Been | 5:41 |
| 2.    | Down                 | 4:15 |
| 3.    | Me Na In De          | 4:19 |
| 4.    | Ratant Crow          | 4:59 |
| 5.    | Nonbelievers         | 6:26 |
| 6.    | Upon The Bridge      | 4:58 |
| 7.    | Used To Laugh        | 4:56 |
| 8.    | Fight All You Can    | 4:01 |
| 9.    | Mighty Souls         | 5:10 |
| 10.   | Sleeping Bag-o-wire  | 5:53 |
| 11.   | The Seesaw           | 6:54 |
| 57:33 |                      |      |

## Le 45 tours
Quelques mois après la sortie d'Upon The Bridge, le groupe sort un 45 Tours sur lequel figurent Mighty Souls sur la face A, morceau d'Upon the Bridge et Distant Trial sur la face B, morceau provenant des sessions d'Upon The Bridge mais qui n'a pas été choisi pour figurer sur l'album. 